# Olga Homeghi
Olga Homeghi primo voto Bularda, secundo voto Ioniță (ur. 1 maja 1958 we Fieni) – rumuńska wioślarka, wielokrotna medalistka igrzysk olimpijskich i mistrzostw świata.

## Kariera
Wystąpiła na igrzyskach olimpijskich w Moskwie w 1980, gdzie razem z Valerią Răcilą zdobyła brązowy medal w dwójkach podwójnych. W finale uplasowały się o 2,64 sekundy za osadą ZSRR i o 1,28 sekundy za osadą NRD. Na rozgrywanych cztery lata później igrzyskach olimpijskich w Los Angeles startowała w czwórkach ze sternikiem. Osada Rumunii w składzie: Florica Lavric, Maria Fricioiu, Chira Apostol, Olga Homeghi i Viorica Ioja zdobyły złoty medal, wyprzedzając o 2,55 sekundy Kanadyjki i o 3,99 sekundy Australijki. Brała także udział w igrzyskach olimpijskich w Seulu w 1988, gdzie zdobyła dwa medale. Najpierw wspólnie z Rodicą Arbą zwyciężyła w dwójkach bez sternika, wyprzedzając Bułgarki o 3,82 sekundy i Nowozelandki o 7,55 sekundy. Następnie Rumunki w składzie: Doina Snep-Balan, Mărioara Trașcă, Veronica Necula, Herta Anitaș, Adriana Bazon, Mihaela Armășescu, Rodica Arba, Olga Homeghi-Bularda, Viorica Ilica, Livia Țicanu i Ecaterina Oancia (sterniczka) wywalczyły srebrny medal w ósemkach. W finale uplasowały się o 2,27 sekundy za osadą NRD i o 4,39 sekundy przed Chinkami.
Wspólnie z Răcilą wywalczyła brązowy medal w dwójce podwójnej na mistrzostwach świata w Bledzie (1979). Następnie znalazła się w składzie czwórki podwójnej ze sternikiem, która zajęła trzecie miejsce na mistrzostwach świata w Monachium (1981). Następnie wywalczyła srebrne medale w czwórkach ze sternikiem na mistrzostwach świata w Duisburgu (1983) i mistrzostwach świata w Hazewinkel (1985). Ponadto zdobywała srebrne medale w czwórkach podwójnych na mistrzostwach świata w Nottingham (1986) i mistrzostwach świata w Kopenhadze (1987) oraz złoty w ósemkach na mistrzostwach świata w Kopenhadze (1987)